# Richard Abikhair
Richard Abikhair (7 juli 1914 – 20 augustus 1962) was een Australianfootballspeler van Libanese afkomst die speelde voor Hawthorn Football Club en North Melbourne Football Club. Abikhair speelde gewoonlijk als een rover of in de back pocket. Zijn carrière lag tijdelijk stil door de Tweede Wereldoorlog. 
Na zijn speelcarrière begon hij als trainer op amateur niveau.